# Limnosida
Limnosida är ett släkte av kräftdjur som beskrevs av Georg Ossian Sars 1862. Limnosida ingår i familjen Sididae.
Släktet innehåller bara arten Limnosida frontosa.